# Lomonossowo (Archangelsk)
Lomonossowo (russisch Ломоносово) ist ein Dorf (Selo) in Nordwestrussland mit 163 Einwohnern (Stand 14. Oktober 2010) und gehört zu der Oblast Archangelsk. Es ist der Geburtsort des russischen Universalgelehrten Michail Wassiljewitsch Lomonossow.

## Geografie
Lomonossowo befindet sich etwa 68 km südöstlich der Oblasthauptstadt Archangelsk im Cholmogorski rajon. Der Ort liegt auf der Flussinsel Kurostrow in der Nördlichen Dwina. Lomonossowo ist etwa 3 km Luftlinie vom, am linksseitigen Ufer der Nördlichen Dwina gelegenen, Rajonverwaltungszentrum Cholmogory entfernt. Auf Grund des kalten Klimas ist der Ort im Winter über die zugefrorene Dwina, von Cholmogory aus, zu erreichen. Im Sommer besteht ein Fährverkehr von Cholmogory nach Lomonossowo.

## Geschichte

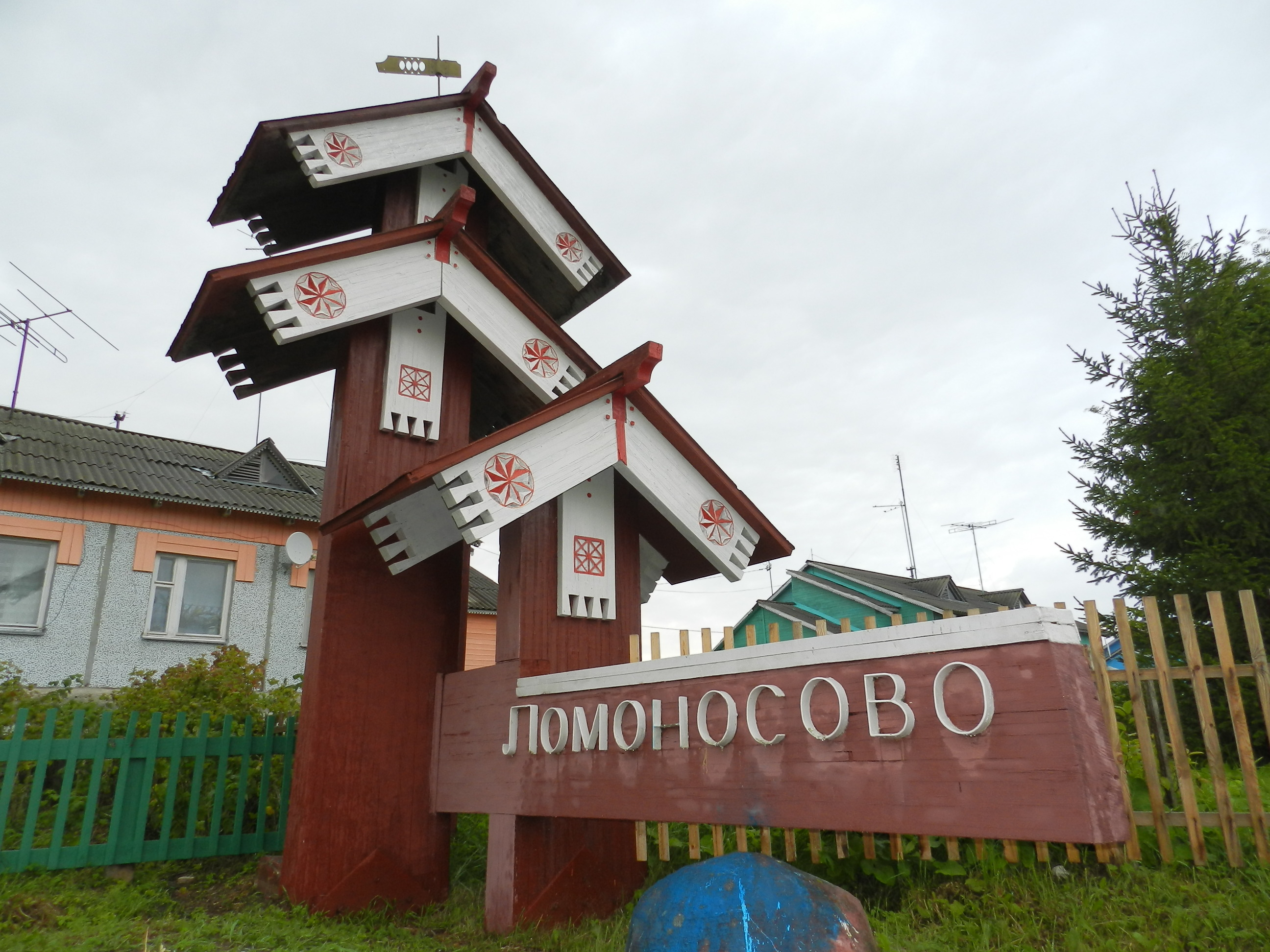
Schild am Ortseingang von Lomonossowo

Das heutige Dorf Lomonossowo umfasste früher die beiden Dörfer Denissowka (Денисовка) und Mischaninskaja (Мишанинская). Die Dörfer wurden ursprünglich von pomorischen „schwarzen Bauern“ (Черносошные крестьяне), also nicht leibeigenen Bauern, bewohnt, die hauptsächlich vom Fischfang lebten. 1711 wurde in Mischanskaja der russische Universalgelehrte Michail Wassiljewitsch Lomonossow, als Sohn eines pomorischen Fischers, geboren. Nach der Vereinigung der beiden Dörfer erfolgte die Umbenennung in Lomonossowo.
Von 2004 bis 2014 war Lomonossowo Verwaltungszentrum der Landgemeinde Lomonossowskoje (Ломоносовское сельское поселение), zu der 1035 Einwohner (Stand 2010) gehörten und die neben Lomonossowo 32 weitere Dörfer umfasste. Im Zuge einer Verwaltungsreform wurde die Landgemeinde mit der Landgemeinde Cholmogorskoje fusioniert. Lomonossowo behielt zwar den Status eines Selo (üblicherweise ein Dorf mit administrativer Funktion) ist seither aber Teil der Landgemeinde Cholmogorskoje mit dem Verwaltungszentrum Cholmogory.

## Sehenswürdigkeiten

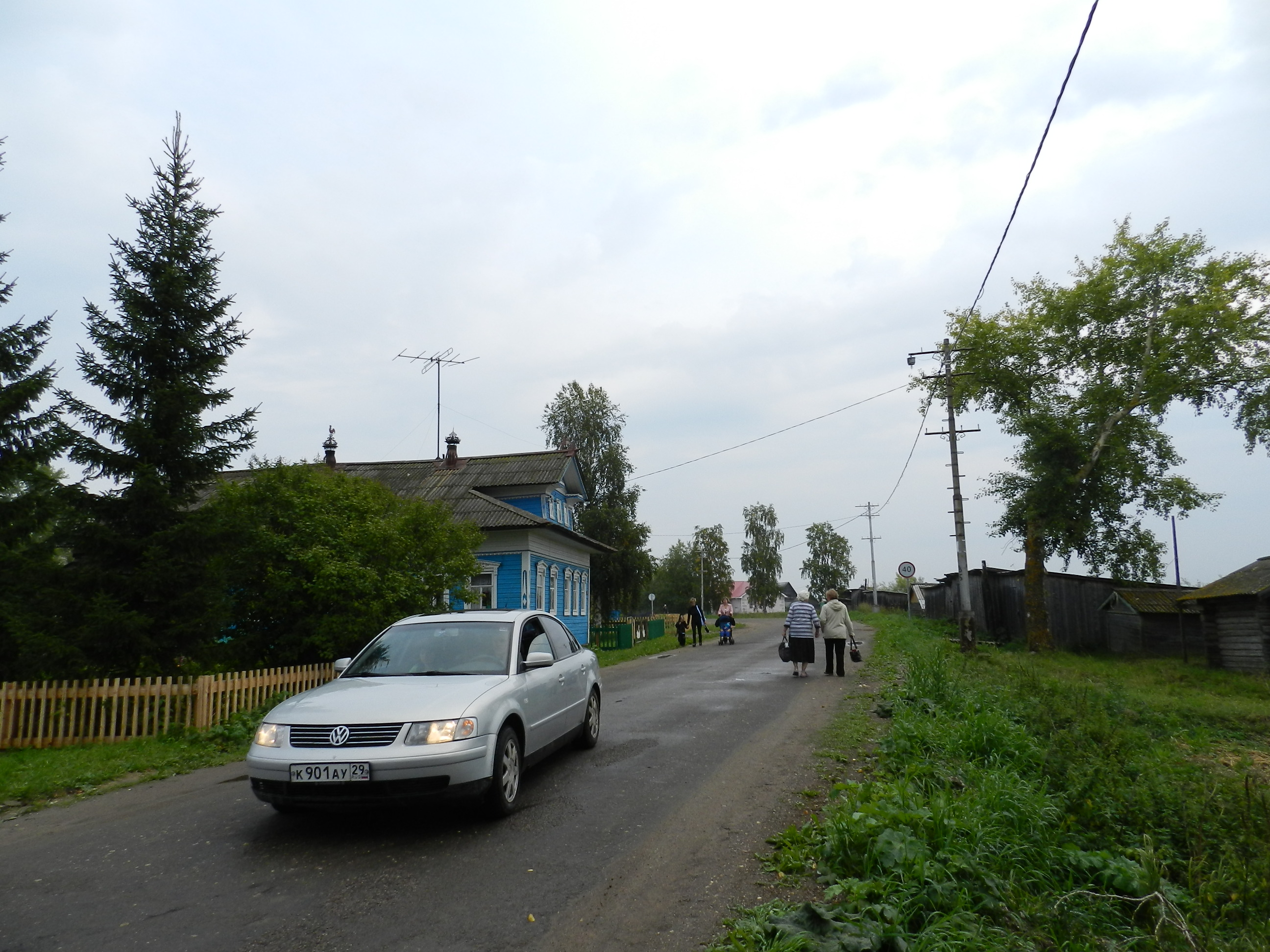
Hauptstraße in Lomonossowo

Die zu Lebzeiten Lomonossows, im Jahr 1726, errichtete Dimitrios-Kirche (Дмитровская церковь, Dmitrowskaja-Kirche), ist das einzige Architekturdenkmal des Dorfes. Die teilweise zerstörte Kirche gehört seit 1997 zur Diözese Archangelsk.
Im Jahr 1940 wurde Lomonossow zu Ehren das Lomonossow-Museum (Историко-мемориальный музей М.В. Ломоносова) in Lomonossowo eröffnet. Das mehr als 4000 Exponate beherbergende Museum befindet sich an der Stelle des ehemaligen Hauses der Familie Lomonossow.
Weiterhin gibt es in Lomonossowo eine Beinschnitzerei-Fabrik sowie eine Schule für Beinschnitzerei.